# Juan Torres de Vera y Aragón
Juan Torres de Vera y Aragón (Estepa, 1527 - Villa de La Plata de Charcas, Virreinato del Perú, 1613) fue un conquistador, colonizador, oidor y gobernante español que por haberse casado según testamento con la hija ñusta de Juan Ortiz de Zárate, llamada Juana Ortiz de Zárate y Yupanqui, se convertiría respectivamente en el 5.º y último adelantado del Río de la Plata  y el 17.º y 21.º gobernador del Río de la Plata y del Paraguay. Fundador de la ciudad de Corrientes  y refundador de la ciudad de Buenos Aires, por intermedio de Juan de Garay. 

## Biografía
Fueron sus padres Alonso de Vera y Aragón y su esposa Luisa de Torres y Martínez Cano, nieto paterno de Rodrigo de Vera y Aragón y Godínez y de Juana Tinoco, nieto materno de Pero Díaz de Torres y de Antonia Martínez Cano, bisnieto paterno de Alonso García de Vera y Aragón y Pacheco y de Beatriz Godínez, tataranieto paterno de Rodrigo de Vera y Aragón y Padilla y de Leonor Pacheco, trastataranieto paterno de Ruy Martínez de Vera y Centelles y de Mencía de Padilla. 
Su padre, Alonso de Vera y Aragón, era originario de la villa de Llerena en Extremadura y se había establecido en la de Estepa en Andalucía con el cargo de contador del comendador de la Orden de Santiago, que tenía a su cargo la encomienda de la villa. Se casó alrededor de 1516 con Luisa de Torres y Martínez Cano, con la que tuvo siete hijos e hijas, entre ellos a Francisco de Vera y Aragón y Torres y a tres que asistieron a la conquista de las Indias Occidentales, los que fueron: Rodrigo de Vera, padre de Alonso de Vera y Aragón, apodado "el Cara de Perro" por su mal gesto; Pedro Díaz de Torres, padre de Alonso de Vera y Aragón, apodado "el Tupí" por su piel morena; y el Licenciado Juan Torres de Vera y Aragón.
Cursó sus estudios en el Colegio de Santa María de Jesús de la ciudad de Sevilla, lugar en el cual se graduó, primeramente, de bachiller en Cánones, luego obtuvo el grado de Licenciado en Leyes o Licenciado en derecho, donde además fue, catedrático de prima, instituta y rector en 1564.  
El 14 de enero de 1565 fue nombrado por Felipe II oidor de la Real Audiencia que debía fundar en la ciudad de la Concepción del Reino de Chile. En Chile no solo se encargó de administrar justicia, fue también nombrado además capitán general de la guerra. Permaneció en Chile hasta 1576, pues en el año 1573 había recaído en él un nombramiento de oidor en la Real Audiencia de Charcas.
Al morir el adelantado Juan Ortiz de Zárate, designó como su sucesor al que se casara con su hija, Juana Ortiz de Zárate y Yupanqui. Esta tenía varios pretendientes, pero Juan Torres de Vera y Aragón fue el elegido por los parientes. Sin embargo, no fue a ocupar su cargo inmediatamente, dado que fue encarcelado y perseguido por el virrey de Toledo que estaba enfurecido por no haber logrado casar a su designado con Juana Ortiz de Zárate y Yupanqui. Esta situación motivó que tuviera que ejercer el gobierno de las Provincias del Río de la Plata por intermedio de sucesivos tenientes generales para que lo representaran, a saber: Juan de Garay y Juan de Torres Navarrete.
En enero de 1580, desde Asunción, ordenó una expedición al mando de Juan de Garay, para refundar la actual ciudad de Buenos Aires, lo que se llevó a cabo el 11 de junio de 1580, bajo el nombre de la Ciudad de la Santísima Trinidad y Puerto de Nuestra Señora del Buen Ayre.   
Después de varios años de alejamiento forzoso de su gobernación, fue autorizado en 1586 a visitar las ciudades de su gobernación. La primera ciudad que visita es Concepción del Bermejo, de donde es escoltado a asunción, cabeza de la gobernación, donde hace su entrada el 9 de junio de 1587. En su estadía en Asunción, se dedica a controlar el estado de la administración y para ello toma cuenta a los oficiales reales. Se encarga también de hacerles la guerra a los indios Guaicurúes que continuamente amedrentaban a los vecinos de Asunción, propinándoles un castigo ejemplar y retirándolos de los límites de la ciudad.
Mientras tanto, su sobrino Alonso de Vera y Aragón, apodado El Tupí, estaba a cargo de la población en el paraje de las Siete Corrientes. Para llevar adelante esta empresa, el Tupí reclutó soldados y trajo elementos necesarios de la costa del Brasil en un navío de su propiedad nombrado San Cristóbal de la Buenaventura. Este trabajo de preparación del terreno dio comienzo meses antes de la fundación oficial y en este tiempo se formalizaron las paces con los indios comarcanos del paraje y se individualizó el lugar para la traza definitiva de la ciudad.
Culminados los preparativos, Juan Torres de Vera y Aragón se dirigió en barco al paraje de las Siete Corrientes y fundó la ciudad de corrientes, el 3 de abril de 1588 y le puso por nombre Ciudad de Vera en memoria de su linaje. Otro sobrino suyo, Alonso de Vera y Aragón y Calderón, apodado Cara de Perro, había fundado por su orden el 14 de abril de 1585 la ciudad de Concepción de Buena Esperanza. Esta fue abandonada entre 1631-1632, debido al constante asedio de los indios; la mayoría de sus pobladores se radicaron en la ciudad de corrientes.
Después de fundar la Ciudad de Vera, partió el adelantado el 7 de abril con destino a la ciudad de Santa Fe y después a la de Buenos Aires, dejando por teniente de gobernador de la Ciudad de Vera a su sobrino el Tupí. Procedió de igual manera en las referidas ciudades, donde se encargó de controlar la administración que se había realizado en su ausencia. 
La Academia Nacional de la Historia de la República Argentina, publicó, en uno de sus artículos y notas, lo siguiente : "Es pertinente referenciar que en lo que es hoy territorio argentino, Corrientes ha sido la única ciudad fundada personalmente por la máxima potestad de un Adelantado, altísimo cargo en el proceso de la conquista".
Con motivo de que el adelantado, Torres de Vera y Aragón, tenía como propósito trasladarse a España para exhibir cartas a Rey sobre su gestión, designa el 3 de mayo de 1588 a otro de sus sobrinos, Alonso de Vera y Aragón y Hoces, natural de Estepa, como teniente general de gobernador y justicia mayor de la ciudad de Asunción, cargo que ejerció hasta el 13 de julio de 1592, siendo después alcalde ordinario de Santiago del Estero en 1603, antepasado de los Vera americanos. Con dicho nombramiento, el adelantado transfería a Alonso casi todos sus poderes como gobernante, lo que incluía concesión de encomiendas.
Culminada la visita a las ciudades de su gobernación, se trasladó a la ciudad de La Plata, donde inició en 1589 la defensa de su título de adelantado y gobernador como sucesor del adelantado Juan Ortiz de Zárate. De allí se dirigió a la península por la vía del Perú y se embarcó en el puerto de Nombre de Dios (Panamá) con destino europeo.
En España presentó su defensa en la corte de Madrid y después visitó a sus parientes en su villa natal. En 1601 se encontraba nuevamente en América y en el año 1604 en la ciudad de la Asunción, donde fue a vender algunas propiedades y a visitar a su hijo natural, fruto de su relación con María Arias de Mansilla, Gabriel de Vera y Aragón, quien más adelante llegará a ser teniente general de gobernador. 
Introdujo Ganadería vacuna y ovina en el norte de la Argentina y en el sur del Paraguay, extendiéndolas desde asunción hasta las cercanías de buenos aires, creando así, una de las grandes riquezas de ambos países. Sin duda alguna contribuyó grandemente en el desarrollo de las regiones donde le tocó gobernar.
Tuvo además el adelantado un hijo legítimo con Juana Ortiz de Zárate y Yupanqui, que se llamó Juan Alonso de Vera y Zárate y fue caballero de la Orden de Santiago en el año 1615.
El adelantado Juan Torres de Vera y Aragón falleció en la ciudad de La Plata, actual Sucre, por el año de 1613, siendo sepultados sus restos en la Capilla Mayor de la Iglesia del Monasterio de monjas de Nuestra Señora de los Remedios de la ciudad de La Plata (Bolivia), en la sepultura de su mujer Juana Ortiz de Zárate y Yupanqui.
Según el genealogista Javier Cordero Aparicio, es ancestro de los de Torres-Pardo y de los Ortiz de Torres-Pardo, ambos linajes de Estepa, ascendientes de Letizia Ortiz.